# 西尔维厄斯·利奥波德·魏斯

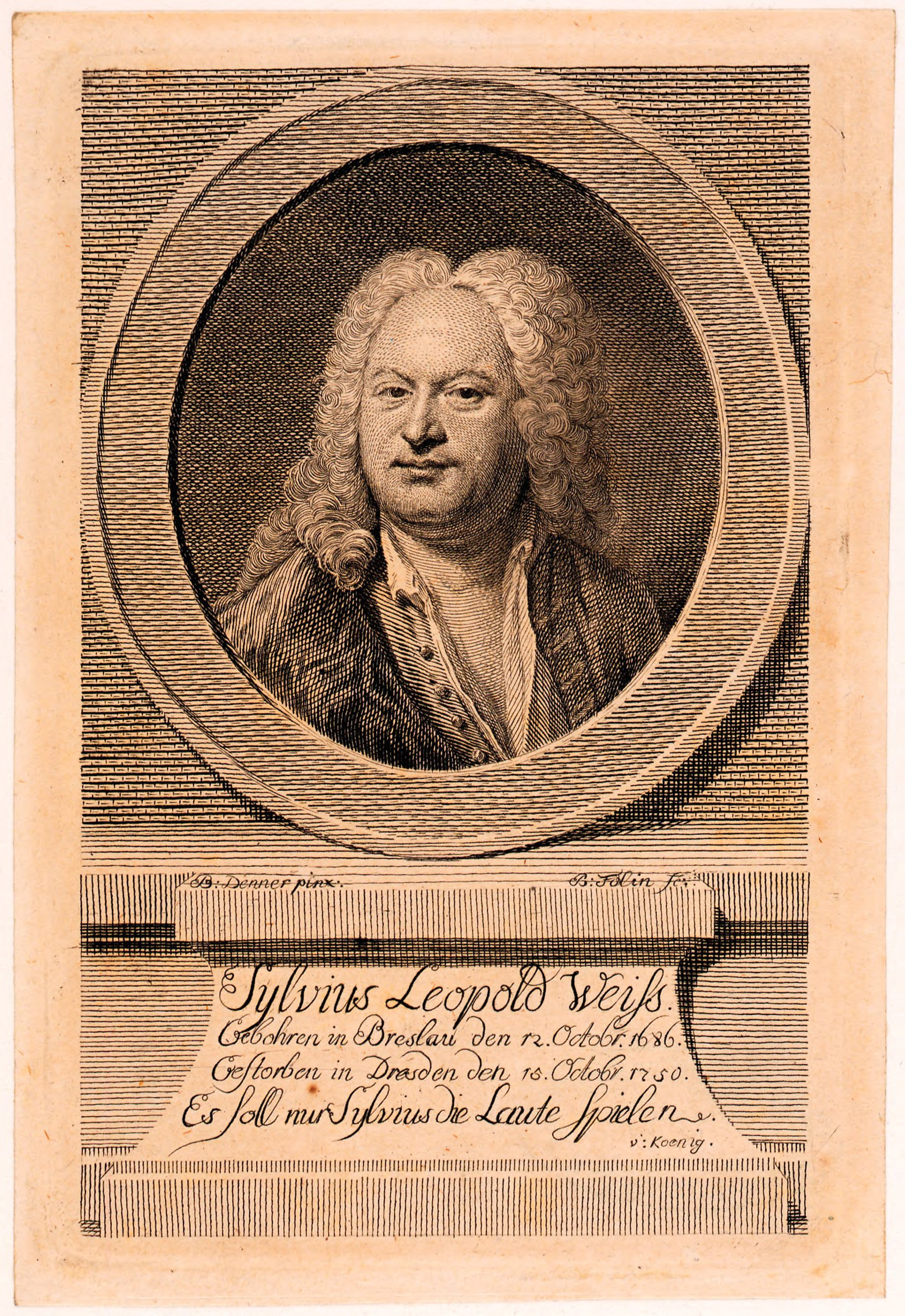
Sylvius Leopold Weiss.

西尔维厄斯·利奥波德·魏斯（Sylvius Leopold Weiss，1687年10月12日  – 1750年10月16），是一位德国作曲家和琉特琴家。

## 簡歷
魏斯生于布雷斯劳附近的格羅德庫夫，卒于德累斯顿。他曾为布雷斯劳、罗马和德累斯顿的宫廷演奏，他的父亲约翰·雅各布维斯也是一位琉特琴家。他一直被认为出生于1686年，但最近有证据表明，他实际上出生于次年。
魏斯是琉特琴历史上一名最重要和最多产的作曲家，并且也是当时最知名和以琴技著称的琉特琴家之一。
在他晚年生活，魏斯成为威廉·弗里德曼·巴赫的朋友，并通过他见到了巴赫。据说，巴赫和Weiss曾经进行即兴创作比赛；约翰·弗里德里希·雷查德为我们记述了一下："任何懂得高难度和弦和对位的人都惊讶、甚至不可置信地目睹着伟大的琉特琴家魏斯正在演奏幻想曲与赋格，向伟大的大键琴和管风琴家巴赫挑战。"
魏斯的儿子Johann Adolph Faustinus Weiss 继任他成为Saxon宫廷琉特琴家。
魏斯大约谱写了1000多件的琉特琴谱 其中大约850件幸存下来。他们大多可归类为奏鸣曲（不要和后来的基于奏鸣曲式古典奏鸣曲混淆）或者组曲，大多数为巴洛克舞曲。魏斯也谱写了室内乐和奏鸣曲，但是只有那些独奏部分保存下来。